# 加爾德赫伊峰
61°38′59″N 08°19′07″E / 61.64972°N 8.31861°E
加爾德赫伊峰是挪威的山峰，位於該國東南部內陸郡，處於洛姆，距離首都奧斯陸230公里，屬於尤通黑門山脈的一部分，海拔高度2,182米。